# 古賀根橋ダム
古賀根橋ダム（こがねばしダム）は、宮崎県東諸県郡綾町大字北俣字北浦、一級河川・大淀川水系本庄川第2次支流綾北川に建設されたダムである。

## 概要
大淀川水系最大の支流の本庄川支流綾北川の上流に位置するダムで、支流の綾北川の綾北ダムと、田代八重ダムとともに本庄川、大淀川の洪水調節、灌漑、発電を行っている。

## 周辺
周辺は九州中央山地国定公園の区域であり、名水百選 - 綾川湧水群、水源の森百選 - 綾の照葉樹林「21世紀に残したい日本の自然百選」- 綾渓谷の照葉樹林、森林浴の森百選 - 九州中央山地国定公園綾地区にも選定されている。